# 雷比城堡

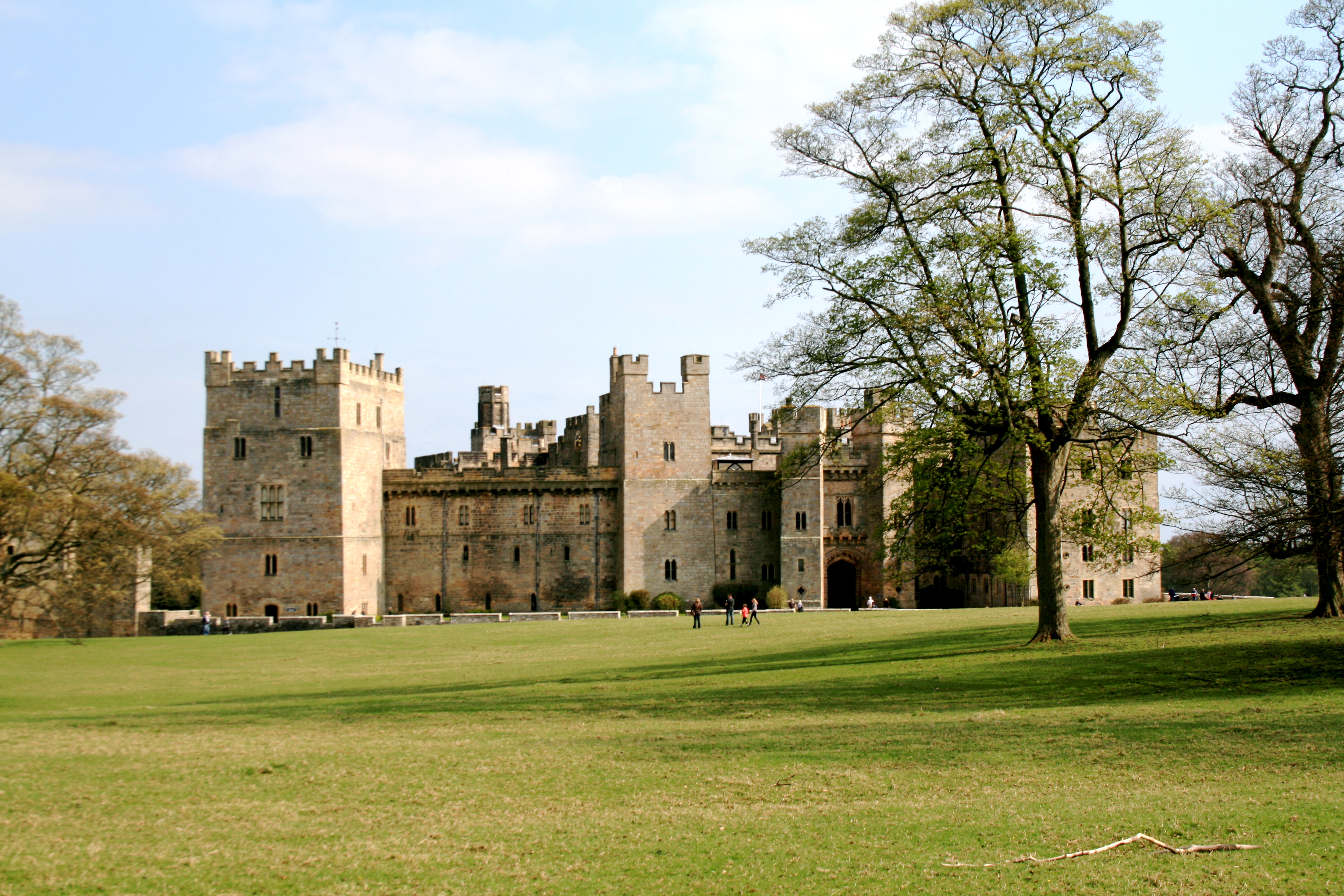
雷比城堡

雷比城堡（英語：Raby Castle)是位於英國英格蘭達勒姆郡的一座城堡。這座城堡大約修建於1367年至1390年期間。建成之後還經歷過多次擴建。雷比城堡以其的規模和豐富的藝術藏品而聞名。現在雷比城堡是一座英國一級保護建築，並且季節性的對公眾開放。

## 外部連結
- Raby Castle （页面存档备份，存于） - official site
- English Heritage: Images of England, listing and architectural details （页面存档备份，存于）
- Structures of the North East

54°35′27″N 1°48′7″W / 54.59083°N 1.80194°W